# 제치삼사조례사
제치삼사조례사(制置三司條例司)는 희녕 2년(서기 1068년) 설치된 기관으로, 희녕변법으로 설치된 첫 기관이다.
송 초에는 재정관리가 호부사, 도지사, 염철사의 삼사로 분산되어 있었다. 이 삼사는 중서성에 속했고, 경제현황을 보고하고 정책을 시행함에 있어 중서성 보고를 거쳐야 해서 비효율적이었다. 왕안석은 제치삼사조례사를 삼사의 상급기관으로서 설치하고, 재상이 통할하게 함으로써 재치삼사조례사를 재정총괄기관으로 만들었다. 재치삼사조례사는 희녕변법 1년차에 각종 개혁법을 심의하고 통과시키는 담당부처이기도 했다.
제치삼사조례사는 그 존재 자체가 송초의 제도를 깨뜨린 것이라 보수주의자들의 공격의 대상이었다. 제치삼사조례사는 희녕 3년(서기 1070년) 폐지되었다. 